# Hậu Nghĩa (tỉnh)
Hậu Nghĩa là một tỉnh cũ của Việt Nam Cộng hòa.

## Địa lý
Tỉnh Hậu Nghĩa có vị trí địa lý:
- Phía đông giáp tỉnh Bình Dương và tỉnh Gia Định
- Phía tây giáp Campuchia
- Phía nam giáp tỉnh Long An
- Phía bắc giáp tỉnh Tây Ninh.

Dân số năm 1965 là 176.148 người, năm 1974 tăng lên 232.664 người.

## Hành chính
Tỉnh Hậu Nghĩa có thị xã Khiêm Cương và 4 quận: Củ Chi, Đức Hòa, Đức Huệ, Trảng Bàng.
| Dân số tỉnh Hậu Nghĩa năm 1967 | Dân số tỉnh Hậu Nghĩa năm 1967 |
| Quận                           | Dân số (người)                 |
| ------------------------------ | ------------------------------ |
| Củ Chi                         | 54.013                         |
| Đức Hòa                        | 54.224                         |
| Đức Huệ                        | 18.366                         |
| Trảng Bàng                     | 67.911                         |
| Tổng số                        | 194.514                        |

## Lịch sử
Ngày 15 tháng 10 năm 1963, Tổng thống Việt Nam Cộng hòa ban hành Sắc lệnh số 124-NV về việc thành lập tỉnh Hậu Nghĩa trên cơ sở tách hai quận Đức Hòa, Đức Huệ thuộc tỉnh Long An; quận Phú Đức thuộc tỉnh Tây Ninh và quận Củ Chi thuộc tỉnh Bình Dương. Tỉnh lỵ đặt tại Bàu Trai, gọi là thị xã Khiêm Cương, về mặt hành chính thuộc xã Hòa Khánh, quận Đức Hòa (nay thuộc thị trấn Hậu Nghĩa). Tỉnh gồm 4 quận (24 xã): Củ Chi, Đức Hòa, Đức Huệ, Trảng Bàng (đổi tên từ quận Phú Đức).
Ngày 20 tháng 9 năm 1975, Bộ Chính trị ban hành Nghị quyết số 245-NQ/TW về việc hợp nhất tỉnh Bến Tre, tỉnh Gò Công, tỉnh Long An, tỉnh Mỹ Tho thành một tỉnh, tên gọi tỉnh mới cùng với nơi đặt tỉnh lỵ sẽ do địa phương đề nghị lên.
Ngày 20 tháng 12 năm 1975, Bộ Chính trị ban hành Nghị quyết số 19/NQ về việc hợp nhất tỉnh Long An và tỉnh Kiến Tường thành một tỉnh, tên gọi tỉnh mới cùng với nơi đặt tỉnh lỵ sẽ do địa phương đề nghị lên.
Ngày 24 tháng 2 năm 1976, Chính phủ Cách mạng Lâm thời Cộng hòa miền Nam Việt Nam ban hành Nghị định số 3/NQ/1976 về việc giải thể tỉnh Hậu Nghĩa và địa bàn sáp nhập vào ba tỉnh lân cận.
- Hợp nhất tỉnh Long An, tỉnh Kiến Tường và 2 quận: Đức Hòa, Đức Huệ của tỉnh Hậu Nghĩa thành một tỉnh mới, lấy tên là tỉnh Long An.
  - Hai quận Đức Huệ và Đức Hòa nhập vào tỉnh Long An và được đổi thành đơn vị hành chính cấp huyện.
  - Thị xã Khiêm Cương được đổi thành thị trấn Hậu Nghĩa, huyện lỵ của huyện Đức Hòa.
- Hợp nhất quận Củ Chi của tỉnh Hậu Nghĩa và quận Phú Hòa của tỉnh Bình Dương thành huyện Củ Chi và sáp nhập vào Thành phố Hồ Chí Minh.
- Quận Trảng Bàng của tỉnh Hậu Nghĩa sáp nhập vào tỉnh Tây Ninh và chuyển thành huyện Trảng Bàng.

Hiện nay, phần lớn tỉnh Hậu Nghĩa cũ ngày nay thuộc vùng Đồng bằng sông Cửu Long. Địa danh "Hậu Nghĩa" chỉ còn được dùng để chỉ thị trấn Hậu Nghĩa, đơn vị hành chính cấp xã trực thuộc huyện Đức Hòa và là huyện lỵ huyện Đức Hòa, tỉnh Long An.